# Ammannia nagpurensis
Ammannia nagpurensis là một loài thực vật có hoa trong họ Lythraceae. Loài này được T.Mathew & M.P.Nayar mô tả khoa học đầu tiên năm 1989.